# Paralacydes parva
Paralacydes parva là một loài bướm đêm thuộc phân họ Arctiinae, họ Erebidae.